# ララァ・スン
ララァ・スン (Lalah Sune) は、アニメ『機動戦士ガンダム』に登場する架空の人物。

## 略歴

### 『機動戦士ガンダム』
第34話初登場。宇宙世紀0079年の一年戦争中にシャア・アズナブルによって見出され、フラナガン機関で育てられたニュータイプの少女。ジオン軍少尉。
彼女のニュータイプ能力は非常に高く、サイコミュシステムを搭載したモビルアーマー「エルメス」によるオールレンジ攻撃により、宇宙要塞ソロモン攻略戦の後に集結していた地球連邦軍の艦船やモビルスーツを次々と撃破し、ソロモンの亡霊と恐れられた。ソロモンでのテストの後、エルメスで初の実戦に臨んだララアの威力は凄まじく一日にして四隻の戦艦を撃沈するほどの空前の壮挙であった。
インド系で肌は浅黒い。額にヒンドゥー教の女がしているビンディが見られる。出撃時以外は裾の広がった黄色のワンピースドレスを着用。そのため、キシリアに見咎められたこともある。劇場版ではキシリア謁見時は軍服を着用している。
その後ガンダムとの戦いで、ニュータイプとして目覚めていたアムロ・レイと意識を共鳴させるも、戦闘で劣勢に追い込まれたシャアを身を挺して庇い、ガンダムのビームサーベルによりコックピットを貫かれ戦死する。その生と死の狭間のほんの一瞬、アムロとララァは意識を共振させ未来のビジョンを見る。それはアムロにとって希望でもあったと同時に悲劇でもあり、シャアはその意識の共有の外にあったまま、自分の行動が引き金になりララァを失うこととなる。こうして、ララァはアムロとシャア、2人の男の間に無二の女として存在し続け、時に彼らを苦しめる「永遠の女」となる。
シャアと出会う以前の彼女の経歴は劇中では語られていないが、台詞からは荒んだ環境に置かれていたことが窺われる。彼女はこうした境遇から自分を救い出し、自分の価値を認めてくれたシャアに対して恋愛感情を抱いており、アムロが評するように本来「戦いをする人ではない」彼女が戦場に臨んだのも、シャアの期待に応えるためであった。シャアも彼女の感情に応えていたようである。表向きはララァに対し「その能力だけを愛している」といい、ララァもそれを承知していた。

### 一年戦争後から『機動戦士Ζガンダム』まで
一年戦争が終結した後も、シャアとアムロは何らかの形でララァの存在を感じながら、もしくは引きずりながら生きていく。アムロの政府監視下での軟禁生活は、一見したところ豪邸での快適な生活だが、その中でララァへの悔恨を引きずりながら生活し、カミーユ、カツ、ベルトーチカといった自分に火をつける存在が現れるまで、その心身を鈍らせていったといえる。
シャアはアムロとは対照的に次なる戦いの準備を水面下で進め、クワトロ・バジーナとして地球圏に舞い戻るが、その中で、後にアーガマのクルーとなるシンタとクムを引き取ったのは「ララァが頼んだ」からである。潜入したグリーンノアでカミーユ・ビダンの存在を感じた時、その印象にアムロやララァと同じものを感じていた。
その後シャアは地球に降下した際、戦意を喪失してしまって宇宙に上がろうとしないアムロ・レイに対して、「ララァに会うのが怖いのか」と問いかけている。

### 『機動戦士ガンダムΖΖ』
ジュドー・アーシタとハマーン・カーンの最終決戦において、ΖΖガンダムのコア・ファイターの状態で晒され、窮地に陥ったジュドーを救うために、カミーユらと共に多くの人達の意識体が現れ、ハマーンの前に立ちはだかり、ジュドーとΖΖに力を与える場面がある。その中の1人にララァが登場する。

### 『機動戦士ガンダム 逆襲のシャア』
彼女の死が遺恨となり、卓越した2人のニュータイプであるシャアとアムロは、同じ理想を持ちながらも、その14年後の第二次ネオ・ジオン抗争に至るまで、結局のところは相容れることができなかった。2人にとって大切な女性を殺されあるいは殺してしまったという遺恨は、それほどに深いものであった。本作品でシャアは、彼女はNTとして自分を導いてくれるはずだった「母親になってくれたかもしれない女性（ひと）」と語っている。
アムロは夢の中で彼女の意識体と思しき存在と会話している。アムロはその夢を久しく見ていなかったらしいが、シャアとの決戦が迫る中、再び夢の中にララァが現れ、今でも自分の意識はアムロとシャアの間で存在し続けていると告げる。その言葉を聞いたアムロは、自分とシャアを一緒くたに手にしようとするなとララァに反発する。アムロは「シャアは否定しろ」と嫉妬とも取れることを言い、その後にララァの言葉「シャアは純粋な人」に反論すると声を上げながら目を醒ます。

### 『機動戦士ガンダムUC』
ラプラスの箱を巡る最終決戦で霊体らしき姿でシャアとともに現れる。シャアの再来と言われるフル・フロンタルが搭乗しているネオ・ジオングがユニコーンガンダムの「ソフトチェストタッチ」を受けて、コックピット内で「熱、暖かな光。こんなものがいくら積み重なっても、何も。そう何も。」とつぶやくフロンタルの肩に手をかけ「この熱が宇宙を暖めるのでしょう」とささやき、シャアの「潮時か…」とのつぶやきの後、「大佐が大佐だった時の思いは、十分に伝わったでしょうから」と言い、ネオ・ジオングの自壊を促した。

## 派生作品での描写

### 小説版『機動戦士ガンダム』
富野喜幸名義で書かれた小説『機動戦士ガンダム』では、サイド5のルウム出身の戦災孤児であり、流れ着いたサイド6で荒みきった生活に陥っていたのをシャアから救い出された、という設定である。その後、フラナガン機関での訓練を経てエルメスのパイロットとなって以降は、TV版とほぼ同じ経緯を辿る。

### 『密会〜アムロとララァ』
アニメ版『機動戦士ガンダム』のアムロとララァ、そしてシャアとの関係のみに絞った小説『密会〜アムロとララァ』では、シャアに拾われる前のララァが、インドのガンジス川畔にある高級士官のための売春宿カバスに生きるために売られてきたとある。月に3、4人の相手をすれば苦もなく食べていけるその生活は、戦時中のインドにおいてはむしろ恵まれていたともいえる場所だったようである。そんな生活を送りつつも、ララァは発作的に脱走を試みたこともあった。そんな中ガルマ・ザビ戦死の責任を問われ、左遷され東南アジアを彷徨っていたシャアがこの売春宿に接待で連れてこられる。何かを感じていたシャアは、通された部屋でララァと会い、その才能を確信する。そしてシャアは金塊をつんでララァを一方的に身請けし、テキサスコロニーに位置するニュータイプ研究所フラナガン機関での実験を経て宇宙に上がることになった。
ララァが身を落としていたことは前述の小説版『機動戦士ガンダム』でも語られており、アニメ本編でも頻繁に「私のような女」などと自身を卑下した発言が目立つ。小説版では、フラナガン機関に預けられた処女のララァがその後にシャアと関係を持ったことで非処女になったという台詞がある。シャアを演じた池田秀一がララァとシャアの関係について尋ねた際に「男女関係にあると思っていい」と発言したと池田自身が語っている。パロディ作『魔法の少尉ブラスターマリ』でも両者はベッドを共にする間柄として描かれている。

### 『機動戦士ガンダム THE ORIGIN』
安彦良和による漫画『機動戦士ガンダム THE ORIGIN』にて、ララァの過去を全く別の解釈で描いている。こちらでは一年戦争以前、ジャブロー建設現場に潜入していたシャアが、インド系のカジノ荒らしにその能力を利用されていたララァと出会い、その内紛から助け出したという設定になっている。ここではララァの出身はムンバイで、故郷に残した家族への送金のためカジノ荒らしに加担させられていたとされる。その後、シャアは助けたララァをサイド3のフラナガン機関に預けたようである。ララァはフラナガン機関ではエルメスの機体番号ではなく「MAN-08」のコードネームで呼ばれている。「開戦編」では、故郷に残した家族を心配するなど人間らしい一面を見せていたが、「ララァ編」の頃になると人間味の欠けた浮ついた印象を受けるようになり、テキサスコロニーの遺跡内でシャアに「故郷を思い出すのか」という質問に対し「大佐が忘れさせてくれた」と発言をしている。一方、シャアとのキスに赤面して恥じらうなど、アムロが言うように「戦う人ではない」、年相応の恋する少女としての姿も描かれている。

### 『機動戦士Gundam GQuuuuuuX』
「一年戦争でジオン軍が連邦軍に勝利した」というパラレルワールドが舞台の『機動戦士Gundam GQuuuuuuX（ジークアクス）』第9話に本作世界のララァ、第12話に本作世界のララァとゼクノヴァの先にある「向こう側の世界」のララァの二人が登場。本作世界のララァは一年戦争時にシャアと出遭うことなく、宇宙世紀0085年でも地球の娼館「カバスの館」で生活している。
ゼクノヴァの先にある「向こう側の世界」はTV版『機動戦士ガンダム』を踏襲しつつもTV版第41話「光る宇宙」に相当する部分においてガンダムのビームサーベルにシャアが乗るゲルググが貫かれ戦死するという正史とは異なる結末となっている。シャアがガンダムに討たれるのを目の前で見た向こう側の世界のララァがショックからゼクノヴァを発生させた。「シャアを生存させる」ために数多の試行錯誤を繰り返して導き出した世界が本作の世界である。ララァ本人も搭乗していたエルメスと共に本作の世界に辿り着き、「シャロンの薔薇」としてジオン軍に回収された。一年戦争末期にグラナダで保管されていたが第二次ソロモン会戦で起きたゼクノヴァによって行方不明となるが、終戦から5年後の宇宙世紀0085年にて地球に降下したアマテ・ユズリハが搭乗するジークアクスに導かれ海中で発見、彼女の後を追って地球に降下したソドンによって回収された。

### 『Gの影忍』
こやま基夫の外伝漫画『Gの影忍』では、主人公リョウガが幼少期に潜入したフラナガン機関の研究施設で、ララァ・スンを名乗る少女と出会っている。彼女はシヴァ神の生まれ変わり、覚者であるとして、法力を持ったインド修行者によって守られていた。そしてあくまでただ一人の存在であったララァにとって、初めて接触した別のニュータイプこそがリョウガであったとされる。またその施設ではララァの記憶と意識を人工知能として複製する試みが行われており、このもう一人のララァは「ララァ・シン」と呼ばれている。ララァ・シンは一年戦争終結後もジオン残党の研究者集団によって開発が進められていたが、忍び集団「身無死草」によって回収され、ニュータイプの危険性を悟った「身無死草」がその芽となりうる者を探して狩るためのサンプルとして活用された。しかしやがて独自の人格を得るに至ったことで「身無死草」を離反、地球外生命体である「敵」を用いて人類の革新を促すべく暗躍を始めた。

## 搭乗機
- MAN-08 エルメス

## 担当声優
- 潘恵子（『1st』準拠の関連作品）
- 早見沙織（『THE ORIGIN』以降の関連作品）
- 潘めぐみ（『ガンダムさん』）
- 羊宮妃那（『機動戦士Gundam GQuuuuuuX』[注 2]）

## 余談
- 『逆襲のシャア』でも、クェス・パラヤはインドでクリスチーナという人物のもとでニュータイプの修行をしていた、という設定がある。ララァのラフデザインは、異様に大きなサイコミュ対応型ヘルメットつきのノーマルスーツを含めて富野自身が描き、私服姿のクリンナップは安彦良和、ノーマルスーツは作画スタッフが描いた[要出典]。
- 安彦はTV版でララァの初登場となる第34話の作画監督をする予定だったが、自身が直接担当するアムロとの出会いの場面などを先行で作業しているときに倒れ、以降はガンダムでの作業を離れ入院することになってしまった[要出典]。そのため、安彦はララァの作画に深く関われず、TV版の彼女に対しては違和感が残ったと放送終了後に語っている[要出典]（劇場版のララァは大半が安彦による新規作画である）。
- 初登場時のエンディング・クレジットの表記は「ララ」。
- ララァの声を演じた潘恵子は、当時は最低限の設定しか決まっていなかったため、役作りのため独自に彼女の過去の設定を考えたと後年のインタビューで述べている。インドで大家族を背負い、勘がいいことからカジノで当て師として働くが、そこで揉め事が起こった際に偶然居合わせたシャアに助けられ、「一緒に来ないか」と誘われる。彼女が「家族の面倒を見ないといけないから行けない」と答えると、シャアは家族を含めすべての面倒を見ると約束してくれたため、感謝して付いて行く決心をする、というものである。これらは後年の『機動戦士ガンダム THE ORIGIN』におけるララァの過去の設定と酷似しており、作者の安彦と一度も話したことのない潘は驚いたという[6]。
- ララァは死後もシャアの前に思念体として現れる様子で、『機動戦士ガンダム C.D.A. 若き彗星の肖像』では、若いハマーン・カーンの能力が誰かに利用される恐れがあることを忠告し、『機動戦士Ζガンダム デイアフタートゥモロー ―カイ・シデンのレポートより―』では、ブレックス・フォーラ暗殺に巻き込まれ孤児となったシンタとクムを引き取るよう促している。
- ララァとアムロが出会う場面で、傷ついた白鳥を見たララァが「美しいものが嫌いな人がいて？」とアムロに問いかけるセリフがある。これ以降、白鳥はララァを想起させる存在として度々ガンダムシリーズの中に登場する。その一つとして、『機動戦士ガンダム 第08MS小隊』の後日談に当たる「ラスト・リゾート」の中で、白鳥を見たミケルが「美しいもの…嫌いだなぁ」という趣旨の台詞をつぶやく場面がある。
- 『機動戦士ガンダム』の公式パロディアニメ『ガンダムさん』では、潘恵子の娘である潘めぐみが担当となり、親子二世代で同じキャラクターを演じている他、潘恵子もナレーションの1人で出演し、親子共演作ともなっている。

## 評価
『愛と戦いのロボット 完全保存版』で発表されたアンケート「みんなで選ぶロボットアニメーションベスト100」では、「一番お気に入りのヒロインは？」で第11位にランクインした。
2018年3月2日～4月20日に投票、5月5日にNHK BSプレミアムで発表された「全ガンダム大投票 40th」において、キャラクター部門の総合ランキングで80位であった。
双葉社が運営する漫画サイト「ふたまん」が30代から40代の男性200名に実施したアンケート調査、歴代ガンダムシリーズに登場するヒロインキャラの中で「一番好きなガンダムヒロイン」で、ララァは5位であった。